# Aittosaari (ö i Södra Savolax, Nyslott, lat 61,77, long 28,54)
Aittosaari är en ö i Finland. Den ligger i sjön Pihlajavesi och i kommunen Sulkava i den ekonomiska regionen  Nyslott  och landskapet Södra Savolax, i den sydöstra delen av landet, 260 km nordost om huvudstaden Helsingfors. Öns area är 9,3 hektar och dess största längd är 0,5 kilometer i nord-sydlig riktning.